# Бріджітт Гартлі
Бріджітт Гартлі  (англ. Bridgitte Hartley; 14 липня 1983) — південноафриканська веслувальниця, олімпійка.

## Виступи на Олімпіадах
| Олімпіада   | Дисципліна                    | Місце     |
| ----------- | ----------------------------- | --------- |
| Пекін 2008  | байдарка-двійка, 500 метрів   | 8 h2 r2/3 |
| Лондон 2012 | байдарка-одиночка, 500 метрів | 3         |